# San Victorio de Ribas de Miño
Ribas de Miño (llamada oficialmente San Vitoiro de Ribas de Miño) es una parroquia española del municipio de Saviñao, en la provincia de Lugo, Galicia.

## Otras denominaciones
La parroquia también es conocida por los nombres de San  Vicente de Ribas de Miño (posible errata) y San Victorio de Ribas de Miño.

## Localización
La parroquia está ubicada en la ribera del río Miño y limita con las parroquias de Castelo y Gián al norte, Segán y Villaesteva al este, Rebordaos y Sabadelle al sur, y Pedrafita y Sobrecedo al oeste.

## Historia
Los límites de la parroquia se determinaron en comparecencia vecinal el 13 de marzo de 1753 ante el juez de su Majestad don Rafael de Queiruga. En el correspondiente documento se reflejan que los límites por el este se encuentran. 
Una tercera parte de la parroquia, entre ellos la entidad de Porto, quedó anegada por las aguas una vez construida la presa de Belesar.

## Organización territorial
La parroquia está formada por diecinueve entidades de población, constando quince de ellas en el nomenclátor del Instituto Nacional de Estadística español:

### Entidades de población
Entidades de población que forman parte de la parroquia:
- A Abadía
- A Cerca
- A Corredoira
- A Lama
- A Pereira
- A Reboira
- As Fontelas
- Filgueiro
- Gudiós
- Montegrande
- Pacios
- Os Amieiros
- O Troncedo
- O Val
- Susavila
- Taíz

### Despoblados
Despoblados que forman parte de la parroquia:
- Liñares
- Os Corgos
- Regato (O Regato)

## Demografía
| Gráfica de evolución demográfica de Ribas de Miño entre 2000 y 2021 |
|                                                                     |
| Datos según el nomenclátor publicado por el INE.                    |

## Socioeconomía
Junto a la ganadería vacuna y de subsistencia y la agricultura, la producción de vino es una de las principales actividades en San Vitorio, puesto que se encuentra ubicado en la zona amparada para la producción de vino con Denominación de Origen Ribeira Sacra, concretamente en la subzona Ribeiras do Miño.
Ganadería vacuna (datos 2002):

| Año  | Explotaciones | Vacas lecheras | Vacas de carne | Total vacas |
| ---- | ------------- | -------------- | -------------- | ----------- |
| 2002 | 26            | 18             | 53             | 71          |

## Patrimonio
En esta parroquia, como en tantas otras de la Ribeira Sacra, podemos encontrar algunos de los más bellos exponentes del románico gallego.

### Iglesia parroquial

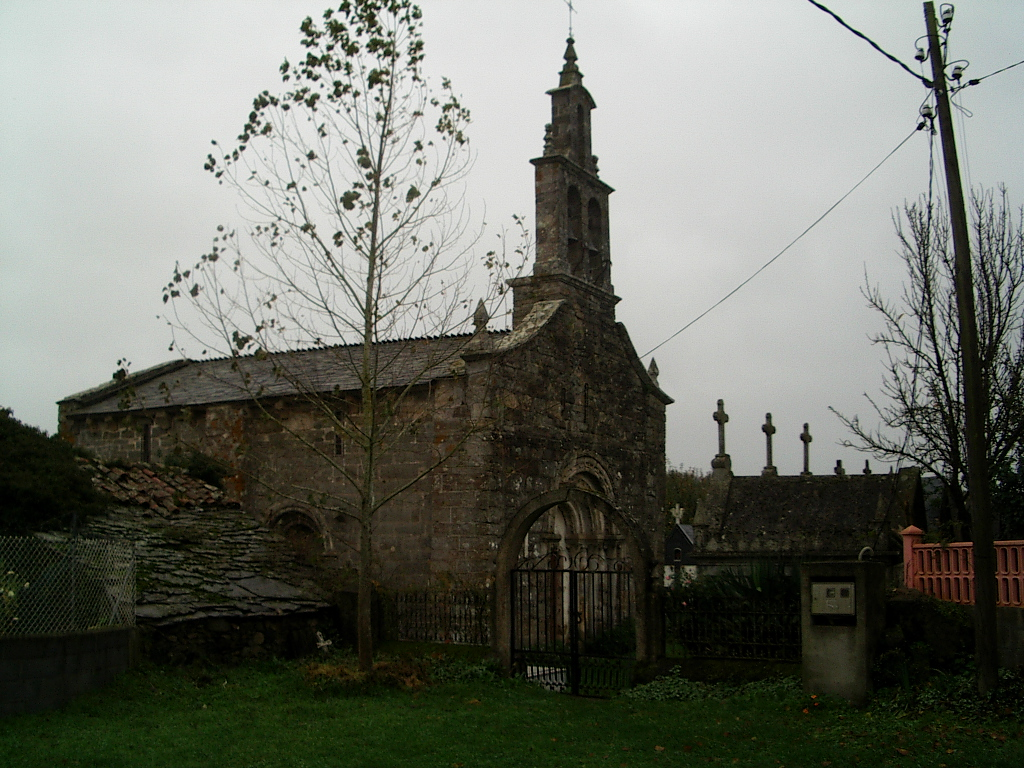
Iglesia parroquial.

Iglesia de estilo románico del último cuarto del siglo XII, semejante al de San Esteban de Ribas de Miño, que consta de nave y ábside rectangulares, con arco triunfal de medio punto y columnas salomónicas, a la que se le añadió una sacristía.
Destaca principalmente por su fachada principal con tres arquivoltas que descansan sobre columnas de fustes lisos.

### Santuario de Guadalupe
Capilla situada en el monte de A Capela, data del siglo XVIII.

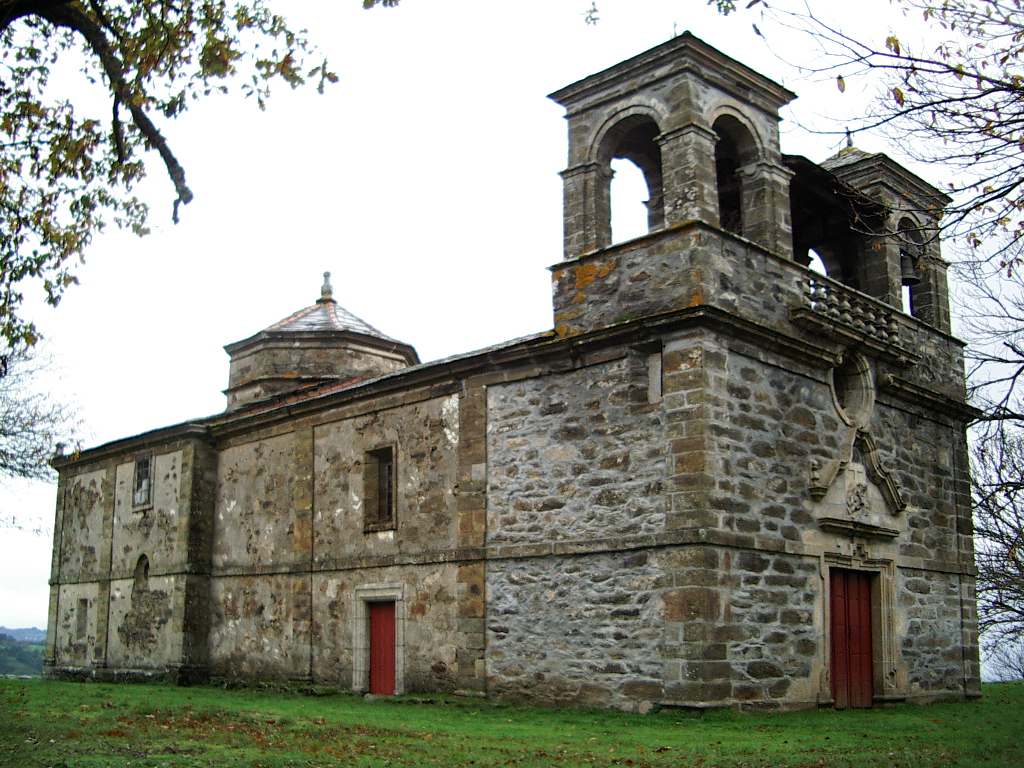
Capilla de Guadalupe.

### Casa Grande de Pacios
Construcción civil del siglo XVII.

### Casa de Abadía
Construcción civil datada entre el  siglo XV y siglo XVI.

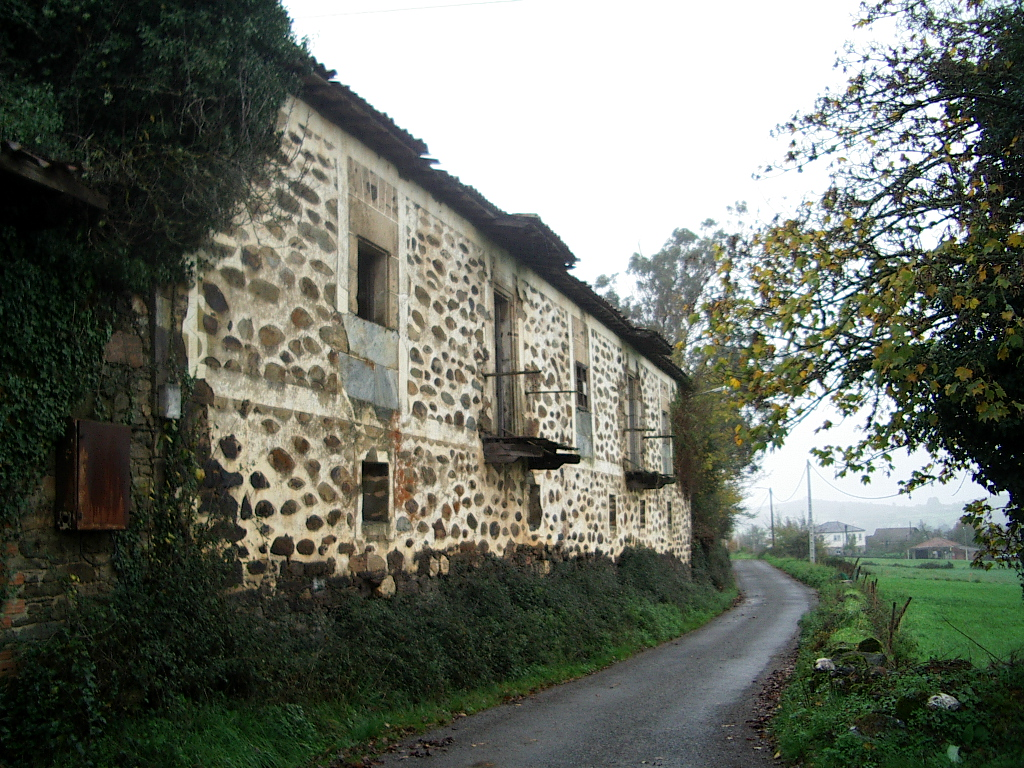
Casa da Abadía.

### Capilla de Porto
Capilla de posible origen románico situada en Porto, hoy anegado por las aguas del embalse de Belesar. Se conservan algunas de sus tallas, esculpidas entre el siglo XVI y siglo XVII, en la iglesia parroquial.

## Festividades
El primer fin de semana de septiembre se celebra la romería de la Virgen de Guadalupe.